# 合法百合夫婦本
『合法百合夫婦本』（ごうほうゆりふうふぼん）は、伊藤ハチによる日本の漫画作品。本作は2014年から2015年にかけて発行された同人誌が初出である。2016年5月に、百合姫コミックス（一迅社）から書籍が発売された。

## 概要
本作の第1話は、2013年12月に筆者がpixivで発表した『百合夫婦まんが』がもととなっている。『百合夫婦まんが』は加筆され、2014年2月に同人誌として発行された。その際、現在の『合法百合夫婦本』というタイトルが付けられた。
その後、第2話が2014年5月、第3話が2014年8月、第4話が2015年11月に発行された。2014年11月には番外編も発行されている。
2016年5月に、本作の全4話、番外編、書き下ろしが収録された書籍が、百合姫コミックス（一迅社）から発売された。
本作は『月が綺麗ですね』のプロトタイプ的な作品とされている。一部の設定は『月が綺麗ですね』に引き継がれているが、キャラクターやストーリーは異なる。

## あらすじ
頭に獣の耳をもち、同性同士の結婚が許されている國の話。お嫁に行き遅れていたハルのもとに届いた縁談は、学歴なし、財産なし、収入不安定な年上という、いいところが一つもない女性からのもの。ハルはお見合い写真のさびしそうな目が気になり、その縁談を受けることに。結婚のお相手「先生」との生活で、ハルは初めて恋というものを知る。

## 登場人物
ハル
主人公。25歳。結婚前は母と2人で暮らしていた。初めは夫婦という関係に戸惑っていたが、先生と共に生活する内に恋というものを知っていく。
先生
もう一人の主人公。31歳。有名な小説家。男装をしている。「私は弱い人間」と言うほど自己評価が低い。
ユリ
25歳。ハルの友人。新婚のハルにキスを勧める。
ハルの母
ハルが幼い頃に夫を亡くす。ハルを女手一つで育ててきた。
ハルの叔父
36歳。ハルに先生との縁談を勧める。

## 書誌情報

### 書籍
- 合法百合夫婦本（一迅社）〈百合姫コミックス〉2016年5月18日発売 ISBN 978-4-7580-7542-8[2]
  - 本編全4話と番外編全4話が収録されている。本編の話数カウントは「♯」、番外編の話数カウントは「♭」となっている。
  - ♭4は書き下ろしである。

### 同人誌
| 初回頒布日     | タイトル         | 会場                 | 書籍版との対応 |
| -------------- | ---------------- | -------------------- | -------------- |
| 2014年2月2日   | 合法百合夫婦本#1 | COMITIA107           | ♯1, ♭3         |
| 2014年5月5日   | 合法百合夫婦本#2 | COMITIA108           | ♯2             |
| 2014年8月31日  | 合法百合夫婦本#3 | COMITIA109           | ♯3             |
| 2014年12月28日 | 冬コミ本2014     | コミックマーケット87 | ♭1             |
| 2014年12月28日 | C87無料配布本    | コミックマーケット87 | ♭2             |
| 2015年11月15日 | 合法百合夫婦本#4 | COMITIA114           | ♯4             |